# Hattori Heiji
Hattori Heiji (服部 平次 (Phục Bộ Bình Thứ)) là một thám tử trung học trong loạt manga và anime Thám tử lừng danh Conan, vừa là đối thủ vừa là bạn thân của Kudo Shinichi. Ngoài cùng tuổi và ngoại hình tương đối tương đồng với nhân vật chính Shinichi, Hattori Heiji được miêu tả là có nước da ngăm đen và giọng địa phương đặc trưng (Kansai hay còn gọi là Osaka-ben). Không chỉ có khả năng tư duy sắc bén và khả năng lái xe cực tốt, Hattori còn là một cao thủ Kendo (kiếm đạo).

## Tên gốc
Tên của Heiji đến từ thám tử giả sử thời Edo Zenigata Heiji (銭形 平次) và samurai - ninja nổi tiếng Hattori Hanzō (服部 半蔵).

## Cuộc đời
Hattori Heiji là con trai cảnh sát trưởng Osaka Hattori Heizo và vợ là Hattori Shizuka. Nhờ chức vụ và quyền hạn của cha, anh từ nhỏ đã thân thiết với sở cảnh sát thành phố, đồng thời có cơ hội rèn luyện các kỹ năng tư duy, suy luận, tương tự như Shinichi.
Hattori Heiji và Kudo Shinichi thường được so sánh với nhau thông qua 2 biệt danh "Thám tử miền Tây" và "Thám tử miền đông" khi cả 2 có thể xem lại đại diện cho thám tử học sinh ở miền đông (Tokyo) và miền tây (Osaka). Hattori Heiji là một trong những người sớm nhất phát hiện ra thân phận thật của Conan, từ đó trở thành bạn bè và đồng đội hỗ trợ Conan trong nhiều vụ án cũng như điều tra các nhân vật liên quan đến Tổ chức Áo đen.

## Tên gọi trong ngôn ngữ khác
| Quốc gia                                | Tên          | Họ                                |
| --------------------------------------- | ------------ | --------------------------------- |
| Nhật Bản                                | 平次 Heiji   | 服部 Hattori                      |
| Hoa Kỳ (Tiếng Anh)                      | Harley       | Hartwell                          |
| Catalonia                               | Heiji        | Hattori                           |
| Tây Ban Nha                             | Heiji        | Hattori                           |
| Hoa Kỳ (Tiếng Tây Ban Nha - Mỹ La tinh) | Alfredo      | Adame                             |
| Pháp                                    | Heiji        | Hattori                           |
| Đức                                     | Heiji        | Hattori / Hatsutori (tập 10)      |
| Malaysia                                | Heiji        | Hattori (Anime)/Hatsutori (Manga) |
| Indonesia                               | Heiji        | Hattori                           |
| Thụy Điển                               | Heiji        | Hattori                           |
| Việt Nam                                | Heiji        | Hattori                           |
| Arab League                             | هيجي Hijii   | هاتوري Hatori                     |
| Bắc Triều Tiên Hàn Quốc                 | 인성 In Sung | 하 Ha                             |
| Trung Quốc                              | 平次 Pingci  | 服部 Fubu                         |
| Phần Lan                                | Heiji        | Hattori                           |
| Thái Lan                                | เฮย์จิ         | ฮัตโตร                             |
| Nga                                     | Хейджи       | Хаттори                           |
| Hungary                                 | Heiji        | Hattori                           |